# Atheta castanoptera
Atheta castanoptera är en skalbaggsart som först beskrevs av Mannerheim 1830.  Atheta castanoptera ingår i släktet Atheta, och familjen kortvingar. Arten är reproducerande i Sverige.